# 李光 (南宋)
李光（1078年—1159年），字泰發，一作字泰定，號轉物老人。越州上虞（今浙江上虞東南）人。
徽宗崇寧五年（1106年）進士，知開化縣。高宗建炎元年（1127年），擢秘書少監。紹興元年（1131年），除知婺州，改擢吏部侍郎。紹興八年，拜參知政事。紹興九年，與秦檜不合，出知紹興府，又改提舉洞霄宮。紹興十一年（1141年），御史中丞万俟卨彈劾李光，貶藤州安置。紹興十四年（1144年）移置瓊州。李光之子李孟堅曾向親戚陸升之談起李光在貶所私撰野史的事，陸升之向两浙转运判官曹泳密告。绍兴二十年（1150年）正月，曹泳告發李光私撰野史，語涉譏謗，詔送大理寺。吕愿中又告李光与胡铨诗赋倡和，後移置昌化军，永不得为官，其子李孟坚被发配到峡州。紹興二十五年（1155年）秦檜死，內遷郴州。二十九年（1159年），卒於江州，賜諡莊簡。《宋史》卷三六三有傳。清初開四庫館從《永樂大典》輯出《莊簡集》十八卷。有子李孟坚。

## 延伸阅读
[在维基数据编辑]
 《宋史/卷363》，出自脱脱《宋史》
 在维基共享资源阅览影像